# Cantó de Ducos

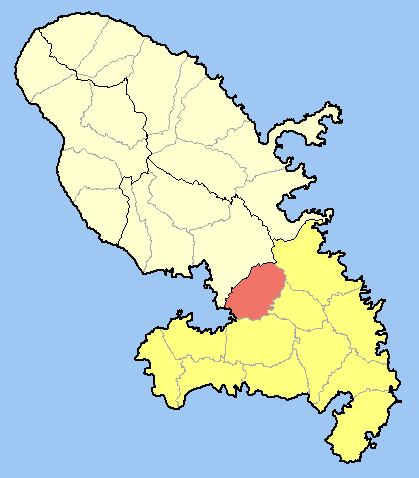
Localització del cantó de Ducos.

El cantó de Ducos  és una divisió administrativa francesa situat al departament de Martinica a la regió de Martinica.

## Composició
El cantó comprèn la comuna de Ducos.

## Administració
| Període                                  | Identitat           | Partit | Qualitat |
| ---------------------------------------- | ------------------- | ------ | -------- |
| 2004-2014                                | Charles André Mencé | RDM    |          |
| Les dades anteriors no són pas conegudes |                     |        |          |